# Gizo (Wyspy Salomona)

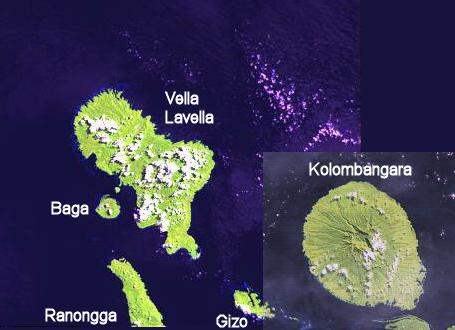
Zdjęcie satelitarne zachodnich wysp grupy Nowej Georgii

Gizo – miasto na Wyspach Salomona, 3547 mieszkańców (2009), położone na południowym wschodzie wyspy o tej samej nazwie,  stolica Prowincji Zachodniej Wysp Salomona. Drugie co do wielkości miasto kraju.
Wyspa Gizo, kilkunastokilometrowej długości, położona jest w grupie wysp Nowej Georgii archipelagu Wysp  Salomona, otoczona pobliskimi większymi wyspami Kolombangara na wschodzie, Vella Lavella na północy i Ranongga na zachodzie (odległymi o 15-20 km). Gizo odległe jest ok. 380 km na północny zachód od stolicy Wysp Salomona Honiary. Wyspa jest w większości zalesiona. Komunikację zapewnia małe lotnisko na pobliskiej wysepce Nusa Tupe (odległej o ok. 2 km na wschód od miast Gizo).
2 kwietnia 2007 roku o godzinie 7:40 czasu lokalnego Gizo zostało w pewnym stopniu zniszczone przez tsunami wywołane trzęsieniem ziemi o sile 8,1 z epicentrum w odległości 45 km od miasta. Kataklizm spowodował śmierć 52 osób i zniszczył 3150 budynków.